# Marion Dönhoffová
Marion Dönhoffová, celým jménem Marion Hedda Ilse Gräfin von Dönhoff (2. prosince 1909 zámek Friedrichstein – 11. března 2002 zámek Crottorf) byla německá novinářka a šlechtična. Za druhé světové války hraběnka Dönhoffová spolupracovala s okruhem protihitlerovských disidentů zvaným kreisavský kroužek. Ze svého východopruského domova uprchla před sovětskou armádou do Hamburku. Po válce se ve Spolkové republice Německo stala přední veřejnou intelektuálkou a novinářkou. Přes 55 let pracovala pro týdeník Die Zeit a vypracovala se na místo jeho vydavatelky. Je autorkou několika vzpomínkových knih.